# Дік Кет
Дік Кет (нід. Dick Ket, 10 листопада 1902, Ден-Гелдер — 15 вересня 1940, Беннеком) — нідерландський художник, один з представників течії магічного реалізму в Нідерландах.

## Біографія і творчість
Дік Кет народився в Ден-Гелдері, проте в 1909 році родина переїхала до Гааги, де він здобув початкову освіту і почав вчитися в середній школі. Потім сім'я переїхала в Горн і проживала там до 1922 року. В Горні Дік Кет закінчив школу. Там же він зацікавився малюнком і живописом. У 1922 році його батько був переведений в Еде, і майбутній художник вступив до художньої школи в Арнемі. Під час навчання стало очевидним, що він страждає агорафобією і боязню чужих. Через це після закінчення навчання Дік Кет рідко залишав будинок. У 1930 році, коли його батько вийшов у відставку і сім'я переїхала в Беннеком (який перебував близько Еде), художник переїхав разом з батьками. Будинок в Беннекомі був побудований за його проектом. Саме за ці 10 років, з 1930 по 1940 рік, розкрився його мистецький талант. Крім того, за цей час Кет написав величезну кількість листів. Для нього листи були не тільки засобом підтримувати відносини з друзями, але і способом висловити свою думку і погляд на життя.

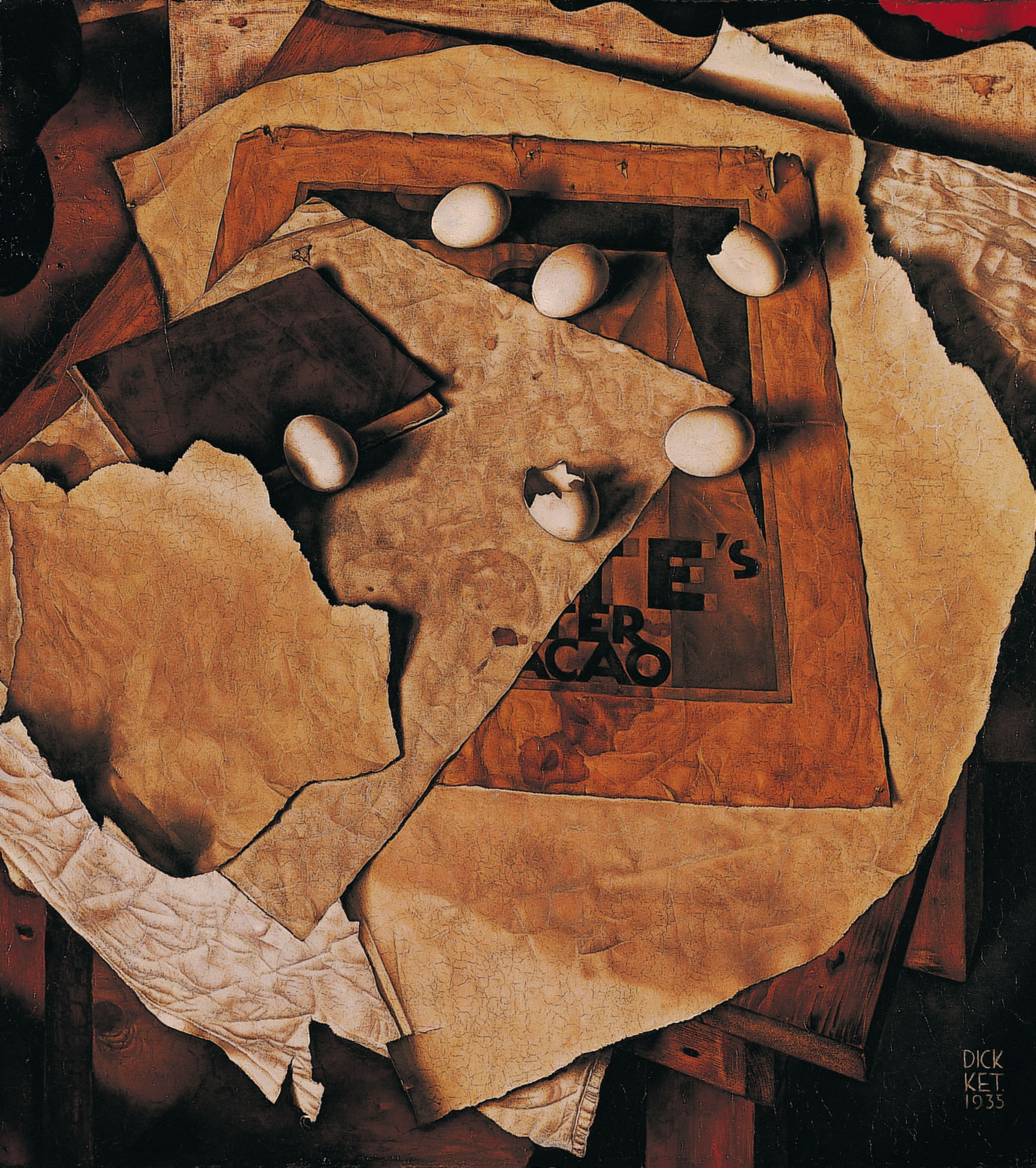
Натюрморт з яйцями (1935), Дордрехтський музей

В кінці 1920-х років Дік Кет експериментував з живописом і графікою в стилях модернізму і експресіонізму. У 1930-ті ж роки він розвинув власний стиль. Його часто зараховують до магічного реалізму, який набув поширення в 1930-і роки в Нідерландах, головним чином в роботах Пейко Коха і Карела Віллінка. В основному його полотна представляють натюрморти і портрети. Він сам вважав, що в своєму живописі він передає його власну дійсність, що і обумовлювало обмеженість тематики його творчості. Свої художні принципи він виводив з кубізму.
З 1926 року Дік Кет брав участь в групових виставках, зокрема, з 1929 по 1937 рік він щорічно брав участь у виставках амстердамського об'єднання Arti et Amicitiae, в яке він входив. Його роботи помітили, і він був запрошений брати участь в найпрестижніших художніх виставках сучасного нідерландського мистецтва: в Міському музеї в Амстердамі (1932), музеї Аббе в Ейндховені (1936), Міському музеї Гааги (1940), а також за кордоном. У 1933—1934 роках пройшла його персональна виставка в Амстердамі, що залишилася для Кета найбільшим прижиттєвим успіхом. У 1937 році його автопортрет купив Міський музей Арнема. Автопортрет став першою картиною будь-якого живого художника в зборах цього музею. У 1935 році інший автопортрет купив Міський музей Амстердама.
Дік Кет помер в Беннекомі в 1940 році (у віці 37 років) від зупинки серця. У 1950-ті роки, на хвилі інтересу до магічного реалізму, його творчість була оцінена, і картини Кета знаходяться в збірках найбільших музеїв сучасного мистецтва Нідерландів.